# Осіаурі (Ахметський муніципалітет)
Осіаурі (груз. ოსიაური) — село в Грузії.
За даними перепису населення 2014 року в селі проживає 0 осіб.